# Куп'янка (Богучарський район)
Куп'янка (рос. Купянка) — село у Росії, Богучарському районі Воронізької області. Входить до складу Поповського сільського поселення.
Населення становить 1062 особи (503 чоловічої статі й 559 — жіночої) за переписом 2010 року.

## Історія
Станом на 1880  рік у колишній державній слободі Залиманської волості мешкало 1322 особи, налічувалось 203 дворових господарства, існували православна церква й 11 вітряних млинів.
За переписом 1897 року кількість мешканців зросла до 1348 осіб (688 чоловічої статі та 660 — жіночої), з яких всі — православної віри.
За даними 1900 року у слободі мешкало 1279 осіб (691 чоловічої статі та 588 — жіночої) переважно українського населення, налічувалось 253 дворових господарств, існувала православна церква, церковно-парафіяльна школа, 7 цегельних заводів, 2 дріб'язкових й винна лавка, 2 ярмарки на рік.

## Населення
| 2000 | 2005  | 2010  |
| ---- | ----- | ----- |
| 1075 | ↘1068 | ↘1062 |